# Giovanni Knapp
Giovanni Knapp (Belluno, 28 luglio 1943 – Belluno, 21 febbraio 2021) è stato un ciclista su strada italiano.
Professionista dal 1965 al 1967, vinse una tappa al Giro d'Italia.

## Carriera
Il suo anno migliore da professionista fu il 1966, dove vinse una tappa al Giro d'Italia, fu sesto al Giro dell'Appennino e ottavo al Giro di Campania.

## Palmarès
- 1966

4ª tappa Giro d'Italia (Genova > Viareggio)

## Piazzamenti

### Grandi Giri
- Giro d'Italia

1966: 36º

### Classiche monumento
- Milano-Sanremo

1966: 93º